# Аеродром Инчон
Међународни аеродром Инчон (кореј. 인천국제공항, енгл. Incheon International Airport) (IATA: ICN, ICAO: RKSI) је главни међународни аеродром у Јужној Кореји. Налази се на острву Јеонџонгдо које је административно део градског подручја града Инчон. Град Сеул је 52 километра источно. 
У избору компаније Skytrax Аеродром Инчон је више пута оцењиван као један од најбољих у категоријама: транзит, чистоћа, сигурност и укупан квалитет.
Међународни аеродром Инчон је хаб за авио компаније: Коријан ер и Азијана ерлајнз. 